# A nagy balhé (film, 1973)
A nagy balhé (eredeti címe The Sting) 1973-ban bemutatott amerikai gengszterfilm, drámai és vígjátéki elemekkel, George Roy Hill rendezésében, Paul Newman, Robert Redford, Robert Shaw és Charles Durning főszereplésével. Zenéjét Scott Joplin szerzeményeiből állították össze.

## Cselekmény
A történet 1936-ban, a nagy gazdasági világválság idején játszódik. Johnny Hooker, ifjú csibész és szélhámos az Illinois állambeli Joliet-ben barátaival, Luther Colemannel és Joe Erie-vel együtt, trükkös utcai csalás keretében ellop 11 000 dollár készpénzt egy civilnek tűnő áldozattól. Luther bejelenti, hogy zsákmányrészével visszavonul, Hookernek azt tanácsolja, ha igazi nagy szélhámossá akar válni, menjen tanulni egy régi barátjához, Henry Gondorffhoz Chicagóba. Kiderül azonban, hogy a kifosztott áldozat Doyle Lonnegan gengszter pénzes futára volt. A korrupt William Snyder rendőrhadnagy elkapja Hookert, sápot követel a zsákmányból. Hooker (aki már elverte az egész pénzt) hamis bankjegyekkel fizeti ki a zsarut. Lonnegan emberei meggyilkolják Luthert, és halálra keresik Hookert is, aki életét féltve Chicagóba menekül, és felkeresi Gondorffot.
Gondorff, a jobb napokat látott profi szélhámos az FBI elől rejtőzködve él Chicagóban. Hooker segítséget kér tőle, hogy elégtételt vehessen Lonneganen a barátja megöléséért. Gondorff tudja, hogy a dörzsölt és kíméletlen Lonnegannel közvetlenül nem húzhat ujjat. „A drót” nevű régi, feledésbe merült trükköt éleszti fel, hogy jól megkopassza a gengsztert. Profi szélhámosokból és kis statisztákból nagy csapatot szervez. Hamis fogadóirodát rendeznek be, ahol a rádióban közvetített lóverseny-eredményeket késleltetve mondják be, így fosztva ki a játékosokat. Gondorff terve szerint ide kell becsalni Lonnegant, és rávenni, hogy sok pénzt tegyen fel, és veszítsen el, látszólag „törvényesen”. Gondorff azonban számol esetleges váratlan fordulatokkal is.
A 20th Century Limited nevű éjszakai luxus-expresszvonaton „Mr. Shaw” (azaz Gondorff) részeges bukmékernek álcázva bevásárolja magát Lonnegan privát pókerjátékába, ahol óriási tétekben játszanak. Shaw megbotránkoztatja Lonnegant botrányos viselkedésével, de ügyesebben csal, mint Lonnegan, és elnyer tőle 15 000 dollárt. Kellyt (azaz Hookert) küldi Lonnegan fülkéjébe, hogy gyűjtse be a nyereményét. Lonnegan megfenyegeti Kellyt, aki bevallja a gengszternek, hogy elege van munkaadójából, ő maga akarja átvenni Shaw hamis fogadóirodáját. Van egy Les Harmon nevű beépített embere (ő valójában Kid Twist haver-szélhámos) a Western Union chicagói irodájában, aki bennfentes, előre lezsírozott lóverseny-tippeket ad neki, ezekkel elnyerhetné azt a pénzt, amit Shaw csalárd módon nyer, a lóverseny-eredmények késleltetett bemondásával. Lonnegan nem sejti, hogy Kelly azonos Hookerrel. Érdeklődését felkelti a Shaw-tól kicsalható nagy pénz, és magával viszi Kellyt.
Eközben a hamis pénzzel átvert Snyder hadnagy Hooker nyomára bukkan Chicagóban. Kis híján elkapja a fiút. Snydert ekkor civil ruhás FBI-ügynökök állítják meg és Polk ügynök elé vezetik, aki választás elé állítja a kétkulacsos zsarut: vagy kirúgják a Lonneganhez fűződő korrupt ügyei miatt, vagy együttműködik velük a régóta körözött Gondorff elfogásában. Snyder vállalja a közreműködést. Ugyanakkor Lonnegan saját emberei megpróbálják megölni Hookert a Joliet-ben elkövetett lopás miatt, de elszalasztják. Az elégedetlen Lonnegan (aki nem tudja, hogy Kelly és Hooker ugyanaz a személy), felbéreli Solinót, a legjobb chicagói bérgyilkost, hogy találja meg és ölje meg Hookert. Rövidesen feltűnik egy rejtélyes, fekete bőrkesztyűs alak, és rejtve követni kezdi Hookert.
Kelly beépített embere, Les Harmon tuti tippet szállít a következő lóverseny előre lezsírozott győzteséről. A gyanakvó Lonnegan több próbával megbizonyosodik a tippek helyességéről. Úgy dönt, félretolja Kellyt és saját maga fog félmillió dollárt feltenni Shaw fogadóirodájában, hogy a hatalmas nyeremény kifizetése tönkretegye a gyűlölt Shaw-t. Röviddel ezután Snyder hadnagy elkapja Hookert és Polk ügynök elé viszi. Polk megfenyegeti Hookert, ha nem árulja el az FBI-nak Gondorff hollétét, börtönbe viteti Luther Coleman özvegyét. Hooker megtörik és vall. Az FBI-csoport felkészül a Gondorf-fogadóiroda másnapi megrohamozására.
A balhé előtti utolsó éjszakát Hooker a kocsma új pincérnőjével, Lorettával tölti, akit frissen szedett fel. Reggelre Loretta eltűnik, Hooker a néptelen utcán látja ismét szembejönni. Előlép a fekete kesztyűs ismeretlen és agyonlövi a nőt. A rémült Hookert megnyugtatja, hogy őt Gondorff küldte azért, hogy megvédelmezze Lonnegan bérgyilkosnőjétől, a hírhedt Loretta Solinótól, aki magányos pincérlányként férkőzött Hooker közelébe. Loretta csak azért nem ölte meg Hookert már az éjjel, mert többen látták őket együtt a lány szobájának ajtajában.
Reggel Lonnegan beszerzi Harmon legfrissebb nyerő tippjét és félmillió dollár készpénzt tesz fel Shaw irodájában a „Lucky Dan” nevű lóra, „nyerőre”. Ekkora tét elfogadása előtt a pénztáros Shaw külön engedélyét kéri. Shaw tudja: ha veszít, tönkremegy. Lonnegan kihívó kérdést intéz hozzá: „Ön talán fél?”, ezen felbőszülve Shaw mégis elfogadja a nagy összegű tétet. Elkezdődik a futam. Megérkezik az ideges Harmon, és meghökken Lonnegan tétjén: Ő nem „nyerőt”, hanem „befutót” mondott a telefonba. Lonnegan megpróbálja visszakövetelni a pénzét, de ekkor Polkkal az élen berontanak a fegyveres FBI-ügynökök, velük Synder hadnagy. Polk őrizetbe veszi Gondorffot, és jelzi Hookernek, hogy szabadon távozhat. Gondorff rájön, hogy Hooker elárulta, pisztolyt ránt és hátbalövi a fiút. Polk ügynök viszonozza a tüzet, agyonlövi Gondorffot, és utasítja Snydert: azonnal vigye el a tetthelyről a tisztes polgárként ismert Lonnegant. Snyder elrángatja a méltatlankodó gengsztert: „Ön nem keveredhet ilyesmibe!” Miután elmentek, kitör a megkönnyebbült kacagás, a „lelőtt” Gondorff és Hooker felkelnek és letörlik a művért. Minden hamis volt, Polk ügynök valójában Gondorff csibész haverja, Hickey, aki FBI-ügynöknek álcázva vezette félre Snyder rendőrhadnagyot, és elérte, hogy Lonnegan önként otthagyja a pénzét. A hamis fogadóirodát percek alatt eltüntetik, a kölcsönzött berendezési tárgyakat leszerelik, minden résztvevőnek szólnak, hol s mikor veheti át részét a félmilliós zsákmányból. Hooker lemond saját részesedéséről és Gondorffal együtt eltávozik.

## Szereposztás
| Szerep                        | Színész           | Magyar hangja (1. szinkron, 1982/1985 ) | Magyar hangja (2. szinkron, 2005) |
| ----------------------------- | ----------------- | --------------------------------------- | --------------------------------- |
| Henry Gondorff / „Mr. Shaw”   | Paul Newman       | Mécs Károly                             | Mécs Károly                       |
| Johnny Hooker / „Kelly”       | Robert Redford    | Szakácsi Sándor                         | Rátóti Zoltán                     |
| Doyle Lonnegan                | Robert Shaw       | Szabó Gyula                             | Szombathy Gyula                   |
| William Snyder rendőr hadnagy | Charles Durning   | Csurka László                           | Csuja Imre                        |
| J.J. Singleton                | Ray Walston       | Suka Sándor                             | Versényi László                   |
| Billie                        | Eileen Brennan    | Béres Ilona                             | Andresz Kati                      |
| Kid Twist / „Les Harmon”      | Harold Gould      | Sinkovits Imre                          | Végvári Tamás                     |
| Eddie Niles                   | John Heffernan    | Dobránszky Zoltán                       | Orosz István                      |
| Polk FBI-ügynök / „Hickey”    | Dana Elcar        | Láng József                             | Láng József                       |
| Erie Kid                      | Jack Kehoe        | Szombathy Gyula                         | Harsányi Gábor                    |
| Loretta Solino                | Dimitra Arliss    | Sunyovszky Szilvia                      | Menszátor Magdolna                |
| Luther Coleman                | Robert Earl Jones | Bodor Tibor                             | Papp János                        |
| Mottola                       | James Sloyan      | Perlaki István                          | Beratin Gábor                     |
| Floyd, Lonnegan testőre       | Charles Dierkop   | N/A                                     | Kerekes József                    |
| Crystal                       | Sally Kirkland    | Bessenyei Emma                          | Kiss Virág                        |
| Fekete kesztyűs lövész        | Joe Tornatore     | Salinger Gábor                          | Faragó András                     |

## A film zenéje
A film zenéje dzsessz és ragtime kompozíciók sorát tartalmaz, alapvetően Scott Joplin zeneszerző műveit. A filmzenéből készült album 1974-ben jelent meg The Sting címmel. A filmben felhasznált zeneszámok és töredékek mellett több további (főleg ragtime) zenedarabbal kiegészítve. Scott Joplin eredeti szerzeményeit Marvin Hamlisch és Gil Rodin dolgozták fel, ill. adják elő, a lemezt az MCA Records adta ki.
1. Joplin: Solace, zenekari változat
2. Joplin: The Entertainer, zenekari változat
3. Joplin: The Easy Winners
4. Hamlisch: Hooker’s Hooker
5. Joplin–Hamlish: Luther (a Solace dallamára)
6. Joplin: Pine Apple Rag / Gladiolus Rag (medley)
7. Joplin: The Entertainer (zongora átirat)
8. Hamlish: The Glove (a filmben csak töredéke hangzik el)
9. Madeline Hyde–Francis Henry: Little Girl, (a filmben autórádióból játsszák be)
10. Joplin: Pine Apple Rag
11. Merry-Go-Round Music (medley), egyveleg John Philip Sousa műveiből, tradicionális folk és kocsmazenékből.
12. Joplin: Solace (zongora átirat)
13. Joplin: The Entertainer / The Ragtime Dance (medley)

## Folytatás
Egy évtizeddel később, 1983-ban Jeremy Kagan rendező elkészítette a folytatást, A nagy balhé 2. (The Sting II) címmel. A forgatókönyvet szintén David S. Ward írta, de a szereplőgárda teljesen kicserélődött. Gondorffot Jackie Gleason, Hookert Mac Davis játszotta. Lonnegan szerepét Oliver Reednek adták, aki már az 1973-as filmnél is pályázott erre a szerepre, de Reed civil botrányai miatt akkor Robert Shaw kapta. A történetben a börtönből szabadult, öregedő Gondorff új csapatot szervez, hogy elégtételt vegyen egy barátja meggyilkolásáért, közben Lonnegan, a kifosztott gengszter igyekszik kinyírni az egész társaságot. Az 1983-as film sikere meg sem közelítette az elsőét.

## További információ
- A nagy balhé a PORT.hu-n (magyarul)
- A nagy balhé az Internetes Szinkronadatbázisban (magyarul)
- A nagy balhé az Internet Movie Database-ben (angolul)
- A nagy balhé a Rotten Tomatoeson (angolul)
- A nagy balhé a Box Office Mojón (angolul)
- L’Arnaque (francia nyelven). AlloCiné (allociné.fr)
- A nagy balhé (1973) (magyar nyelven). TMDB (The MovieWeb Adatbázis)
- The Sting (1973) (angol nyelven). British Film Institute (BFI.org)
- Der Clou (német nyelven). Filmdienst.de (Portal für Kino und Filmkultur)